# スパイダーマン: ワン・モア・デイ
「ワン・モア・デイ」（"One More Day"）は、2007年に3種のスパイダーマン・シリーズで展開された、全4話構成のマーベル・コミックのクロスオーバー・ストーリー展開である。脚本はJ・マイケル・ストラジンスキーとジョー・カザーダ、作画はカザーダで、2007年のクロスオーバー展開「シビル・ウォー」の後の物語を描いている。「ワン・モア・デイ」は『アメイジング・スパイダーマン』第544号で始まり、『フレンドリー・ネイバーフッド・スパイダーマン』第24号、『センセーショナル・スパイダーマン (vol. 2)』第41号に続き、『アメイジング・スパイダーマン』第545号で完結した。
この一連のクロスオーバーにおいて、従来のスパイダーマンの設定の多くが「なかったこと」にされ、直後の『スパイダーマン: ブランニュー・デイ』より始まる新設定へと移行することになる。

## あらすじ

### ワン・モア・デイ以前の状況
マーベル全体を巻き込んだクロスオーバーストーリー『シビル・ウォー』の中で、スパイダーマンはヒーロー登録法に賛成してピーター・パーカーであることを世間に発表したが、途中でヒーロー登録法反対派に鞍替えしたことで、政府から追われる身となる。さらに、スパイダーマンを憎む悪人たちは、ピーター本人だけでなく、その家族を標的として狙い始める。ピーターと妻のメリー・ジェーン・ワトソン、叔母のメイ・パーカー(Aunt May)の3人は正体を隠して逃亡生活を続けていたがメイおばさんが狙撃手の銃弾に倒れ重体となる。
スパイダーマンはかつて捨てたブラックコスチュームを再び身に纏い、狙撃を命じたキングピンを叩きのめしたものの、その命を奪うことはしなかった（『スパイダーマン: バック・イン・ブラック』）。

### ワン・モア・デイ本編
ピーターはトニー・スターク（ヒーロー登録法の主導者であり、ピーターに正体を明かす事を求めた張本人）にメイおばさんの治療費の援助を求めたが断られ（ただし、スターク家執事のジャービスにメイの事情を伝え、彼が個人資産で医療費を支払うことを黙認した）、その後、世界最高の魔術師であるドクター・ストレンジへ相談した。ストレンジは、自分の力ではメイの命を救うことはできないと告げた。さらに彼は魔法でピーターを一度に世界中の複数の空間に存在させ、ドクター・ドゥーム、リード・リチャーズ、ドクター・オクトパスなどにも頼み込んだがいずれも断られた。ストレンジは魔法の過程で傷ついたピーターを癒し、そしてメイおばさんの最後を看取るように言った。
病院へ戻る途中、ピーターは一人の赤毛の少女と出会った。去ってゆく彼女を追うとピーターは二人の男たちと出会い、さらに、赤い服の女から彼らはスパイダーマンにならなかった別の世界のピーターであることを教えられる。赤い服の女の正体は悪魔メフィストであり、彼女はメイの命を救うことができると述べた。メフィストはその代償として、「ピーターとメリー・ジェーンの結婚を無かった事にする」ことを要求した。現代の悪魔にとっては、「魂」よりも「純粋な夫婦の愛」の方が価値があるというのだ。ピーターとメリー・ジェーンは一晩悩み苦しみ抜いた末、「ピーターの正体を世界中の人々の記憶から消す」ことも追加条件として取引に応じた。また、メリー・ジェーンは「ピーターに幸せになるチャンスをあげて」と言い、小声でメフィストにもう一つの要求をした。（ワン・モーメント・イン・タイムにそのことについての詳細が記述されている）世界変貌の直前、メフィストは先ほどの赤毛の少女は未来で生まれる予定で、もう決して存在することができない彼らの娘だったことを2人に明かした。
メフィストは歴史を変え、ピーターとメリー・ジェーンの結婚は無くなり、スパイダーマンのマスクの下は人々の記憶から消え去った。ピーターは一人でベッドから目覚め、再びメイおばさんと暮らしていた。ピーターはハリー・オズボーン（以前の歴史では『Spectacular Spider-Man』第200号で死亡していた）のパーティに出席し、リリー・ホリスターとカーリー・クーパーと出会い、そしてパーティから去るメリー・ジェーンをちらりと見かけるのだった。そして出席者たちは「新しい日（ブランニュー・デイ）」に乾杯するのであった。

## メフィストの介入によって消滅した主な設定
- ピーター・パーカーとMJの結婚
- スパイダーマンの正体の公表
- スパイダーマンの正体に関する世間の記憶
- ハリー・オズボーンの死
- スパイダーマンの手首で生成されるクモ糸（生体ウェブ）
- 反射神経や運動能力の増強（ハウスオブM、ジ・アザー以降に増強されたもの）
- スパイダーセンスによる危険を察する以外の環境把握能力
- 蜘蛛糸や髪から空気の振動など周りの状況を把握する能力
- 治癒能力(軽いヒーリングファクター)の増強
- 休んでいる状態での回復能力増強
- 牙
- 20トンを持ち上げる腕力
- 暗視機能
- いろいろな節足動物とテレパシーで会話できる機能
- 手の甲から出る殺傷力の高いトゲ

## 評価
「ワン・モア・デイ」はファンや批評家からは否定的な反応を受けた。IGNのジェシー・シェディーンは、『アメイジング・スパイダーマン』第545号は「2007年最悪のマーベル・コミック作品」で「デウス・エクス・マキナ」だと評した。
スパイダーマンの創造者であるスタン・リーは、キャラクターの設定を大きく変えたことは勇気ある決断であるとして作家と編集者たちを賞賛した。またリーは、過去に自身が新聞漫画でピーター・パーカーとメリー・ジェーン・ワトソンを結婚させて批判された件と今回を比較した。

## コレクテッド・エディション
「ワン・モア・デイ」のエピソードまとめたトレード・ペーパーバックが発売された。112ページで、本編に加えてスタン・リーの後記と『Marvel Spotlight: "Spider-Man - One More Day/Brand New Day"』が収録された。2008年4月にハードカバー版（ISBN 0-7851-2633-3）、8月にソフトカバー版（ISBN 0-7851-2634-1）が出版された。
日本語版は小学館集英社プロダクションより2012年7月に発売された（ISBN 978-4-7968-7121-1）。